# Ludovico Pozzoserrato

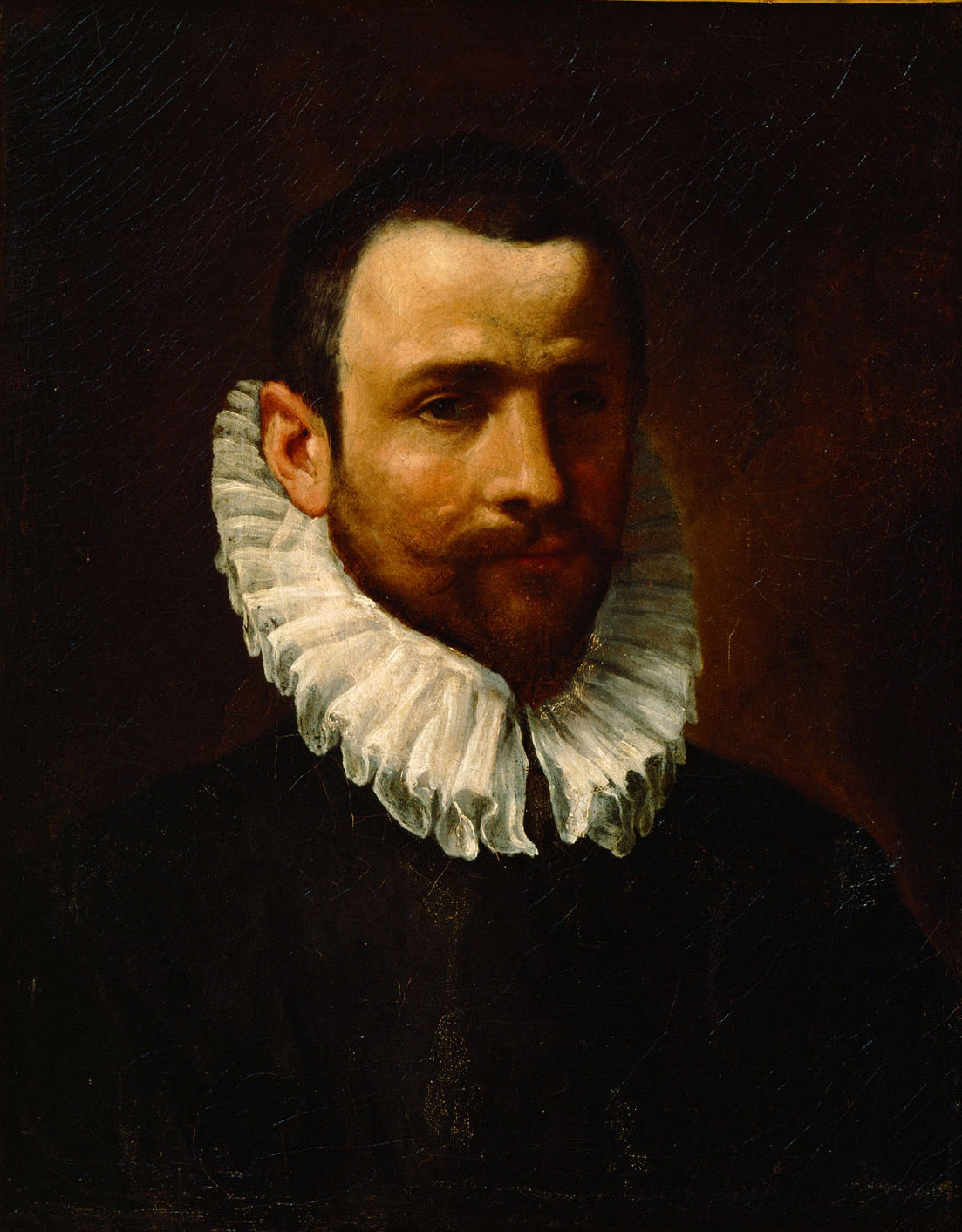
Ludovico Pozzoserrato, retrato de Hans von Aachen en 1587.

Ludovico Pozzoserrato, italianización de Lodewijk Toeput (Amberes o Malinas, 1550-Treviso, 1604 o 1605), fue un pintor flamenco, activo en el Véneto y en particular en la ciudad de Treviso. Es conocido principalmente por sus lienzos y frescos de paisajes y jardines formales con banquetes y grupos musicales. Sus paisajes tuvieron una importante influencia en la siguiente generación de paisajistas flamencos, como Joos de Momper, Tobias Verhaecht y Gillis y Frederik van Valckenborch.

## Biografía
Los primeros años de Lodewijk Toeput en su Flandes natal no está documentada y no se conoce con certeza la fecha y el lugar de su nacimiento. El biógrafo de finales del siglo XVI Karel van Mander, que afirmó haber conocido a Toeput en Venecia, situó el lugar de nacimiento de Toeput en Malinas. Aunque muchos historiadores del arte contemporáneos tienden a identificar su lugar de nacimiento como Amberes, todavía no hay una opinión consensuada. Se cree que en Amberes estudió con Marten de Vos, un destacado pintor de historia que había estudiado en Italia.

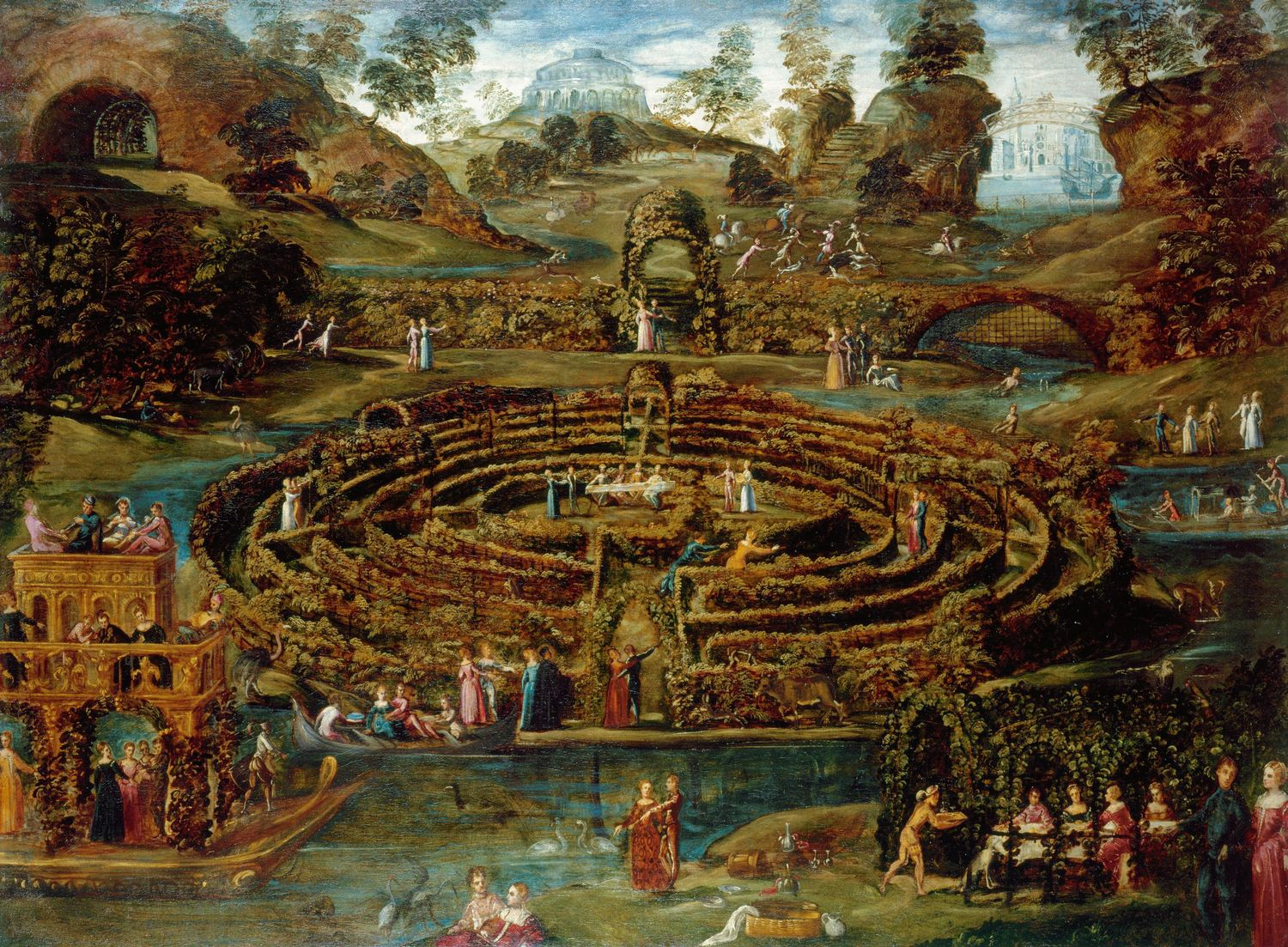
Jardín de placer con un laberinto

Llegó a la ciudad italiana de Treviso en 1582 después de haber viajado por Italia visitando las ciudades de Florencia, Roma y Venecia. 
Murió en Treviso entre el 1 de enero de 1604 y el 9 de septiembre de 1605.

## Obra
Pozzoserrato pintó frescos, retablos y cuadros con escenas bíblicas, paisajes, vistas de ciudades y escenas de género de la vida social veneciana que representan jardines formales con banquetes y grupos musicales. Pintó varias alegorías históricas de la Biblia y temas mitológicos de Las metamorfosis. Realizó muchas pinturas religiosas para las iglesias venecianas. Toeput fue conocido principalmente por sus frescos y lienzos de paisajes, que combinan los estilos flamenco y veneciano. Estos paisajes suelen representar amplias vistas, llenas de efectos atmosféricos y pintorescos. Sus pinturas y frescos se encuentran in situ en varias ciudades italianas como Padua, Treviso y Conegliano.
Se le considera el principal exponente de la pintura trevisana de finales del siglo XVI. Algunas de sus obras se conservan en el Museo Cívico de Treviso, mientras que numerosas telas y frescos se encuentran en las principales iglesias de la provincia de Treviso, como en Montebelluna y Conegliano. En esta última ciudad decoró con frescos toda la fachada externa de la Catedral de la Anunciación.